# Kraft Heinz Company
The Kraft Heinz Company eller Kraft Heinz er en amerikansk multinational fødevarekoncern, der blev til ved en fusion imellem Kraft Foods og Heinz. Kraft Heinz havde i 2020 en omsætning på 26 mia. US $.
Virksomheden har over 20 kendte brands som Boca Burger, Gevalia, Grey Poupon, Oscar Mayer, Philadelphia Cream Cheese, Primal Kitchen og Wattie's.